# جوردي برويجن
جوردي برويجن (بالهولندية: Jordy Bruijn)‏ (23 يوليو 1996 بهولندا - ) هو لاعب كرة قدم هولندي في مركز الوسط. لعب مع شباب أياكس.

## وصلات خارجية
- جوردي برويجن على موقع قاعدة بيانات كرة القدم.إي يو (الإنجليزية)
- جوردي برويجن على موقع Soccerway.com (الإنجليزية)
- جوردي برويجن على موقع عالم كرة القدم.نت (الإنجليزية)